# Cibarcos

Los Cibarcos son una tribu galaica que habitó en la actual Asturias. Su zona geográfica estaba situada al occidente y hacían frontera con las tribus de los albiones al oriente y con los egobarros al occidente.
Se cree que habitaban la zona costera comprendida entre el río Navia y el río Eo.